# Папа Либерије
Папа Либерије (умро 24. септембра 366.) је био папа од 17. маја 352. до своје смрти 366. Према каталогу Либерианум, он је освештан 22. маја као наследник папе Јулија I.

## Биографија
Он се не спомиње као светц у римском Мартирологију, што га чини најранијим неканонизованим папом. Међутим, он је признат као светац у источној православној цркви. Његов први забележени чин је, након што је Синод одржан у Риму, био да пише цару Констанцију II, а затим у одајама у Арлу (353—354), тражи да се сазове савек у Аквилеји са освртом на послове Атанасија Александријског, али је његов гласник Винцентијус од Капуе био приморан од стране цара на једном скупу одржаном у Арлу да сведочи против његове воље да осуди Александријског православног патријарха.
На крају двогодишњег изгнанства у Тракији, након чега се чини да је можда привремено попустио што се тиче Аријанске борбе, или је намештено да само тако изгледа - делимично сведоче томе три писма, сасвим могуће фалсификована, приписују се Либерију, цар га је вратио, али, пошто је римски трон званично је окупирао антипапа Феликс II, годину дана је прошло пре него што је Либерије послат у Рим. Цар је сматрао да Либерије треба да влада заједно са Феликсом, али по доласку Либерија, Феликс је избачен од стране римског народа. Ни Либерије ни Феликс нису учествовали на Синоду у Риминију (359).
После смрти цара Констанција 361. године, Либерије је понисштио декрете тог синода, али уз сагласност епископа Атанасија и Светог Иларија, задржали су бискупе који су потписали, а потом повукла своју приврженост њима. Године 366, Либерије је примио изасланике Источне епископије, и показао се у својој заједници као модернији од старе Аријанске странке. Преминуо је 24. септембра 366.
Неки историчари тврде да је Либерије абдицирао 365. године у корист антипапе Феликса II.